# Helokren

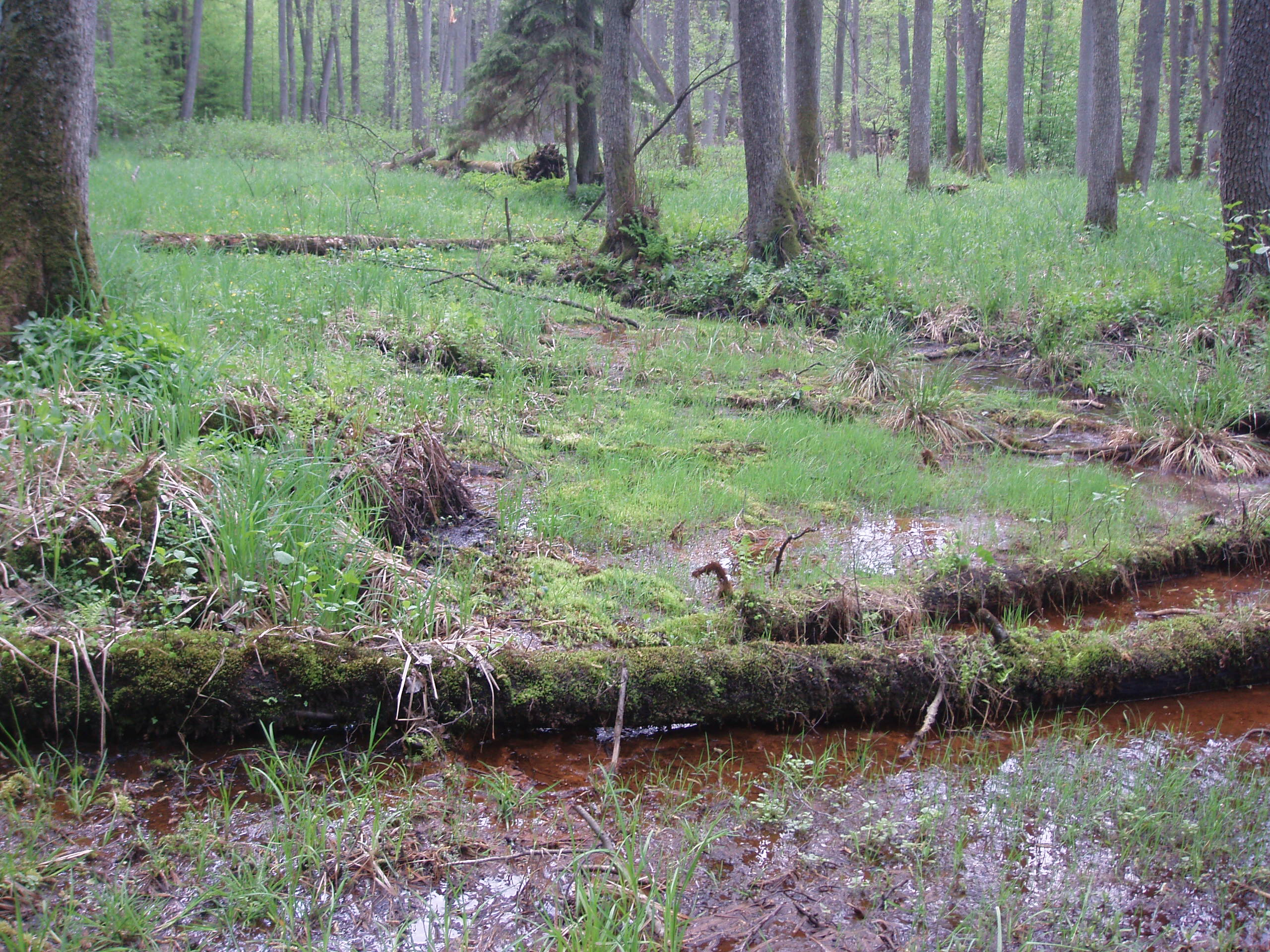
Źródła helokrenowe przy rzece Łynie, powyżej miejscowości Ruś

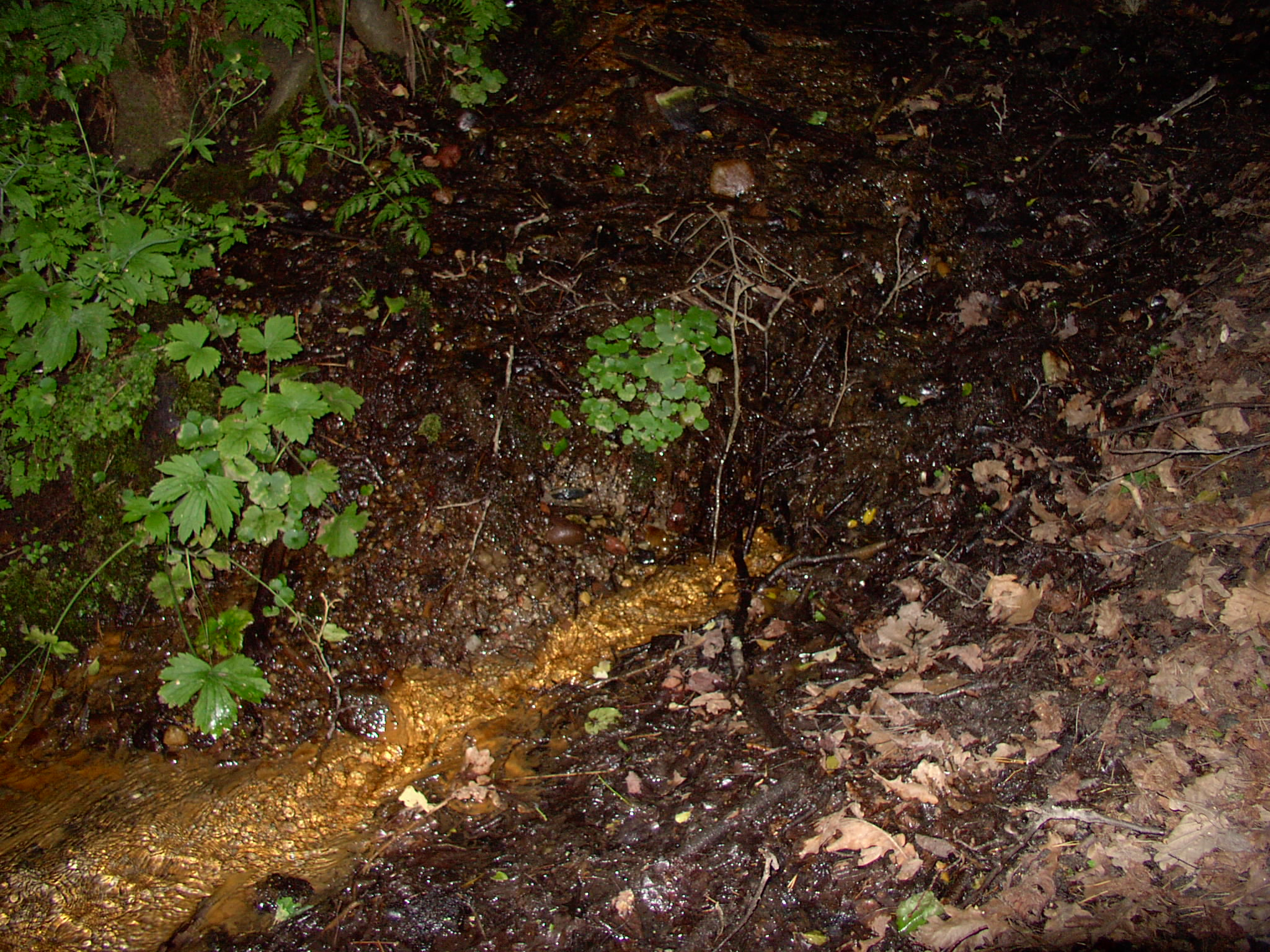
Źródła helokrenowe przy Jeziorze Kielarskim

Helokren – typ źródła charakteryzujący się powolnym wyciekaniem wód podziemnych na powierzchnię. Helokreny określane są też jako: wysięki, wykapy. 
Helokren to typowe źródło nizinne o specyficznych warunkach i specyficznej faunie. Wypływająca woda tworzy cienką warstewkę wody (grubości od 1 do kilku milimetrów), stwarzają unikatowe warunki siedliskowe. Zespół organizmów zasiedlających źródliska (krenon) helokrenowe to w większości gatunki ze specyficznymi przystosowaniami, m.in. licznymi włoskami, rzęskami. Do typowych krenobiontów żyjących w helokrenach można zaliczyć chruściki: Parachiona picicornis, Crunoecia irrorata, Beraea pullata, Ernodes vicinus, Ernodes articularis, Potamophylax nigricornis, wiele gatunków widelnic, wypławków, ślimaków, wodopójek, chrząszczy wodnych, muchówek.